# تومي غريفين
تومي غريفين (بالإنجليزية: Tommy Griffin)‏ هو لاعب كرة القدم الغالية أيرلندي، ولد في 12 أبريل 1978 في ترالي ‏ في جمهورية أيرلندا.